# كشتاز
كشتاز (بالفارسية: کشتاز) هي قرية تقع في أذربيجان الغربية في إيران. يقدر عدد سكانها بـ 28 نسمة .